# إرنست برنهارد
إرنست برنهارد (بالألمانية: Ernst Bernhard)‏ هو طبيب ألماني، ولد في 18 سبتمبر 1896 في برلين في ألمانيا، وتوفي في 29 يونيو 1965 في روما في إيطاليا.